# Daniel Marco Kur Adwok
Daniel Marco Kur Adwok (Atar, Sudão, 25 de novembro de 1952) é um ministro sudanês e bispo auxiliar de Cartum.
Daniel Adwok recebeu o Sacramento da Ordem em 29 de maio de 1977 do Delegado Apostólico no Sudão, Arcebispo Ubaldo Calabresi.
Em 6 de outubro de 1992, o Papa João Paulo II o nomeou Bispo Titular de Moxori e Bispo Auxiliar de Cartum. O Arcebispo de Cartum, Gabriel Zubeir Wako, o consagrou bispo em 19 de fevereiro de 1993; Co-consagrantes foram o Pró-Núncio Apostólico no Sudão, Arcebispo Erwin Josef Ender, e o Arcebispo de Juba, D. Paulino Lukudu Loro MCCJ.